# 奧丁鎮區 (伊利諾伊州馬里昂縣)
奧丁鎮區（英語：Odin Township）是位於美國伊利諾伊州馬里昂縣的一個行政鎮區。

## 地方資料
根據2010年美國人口普查的數據，奧丁鎮區的面積為46.80平方千米，當中陸地面積為46.70平方千米，而水域面積為0.10平方千米。當地共有人口1657人，而人口密度為每平方千米35.41人。